# Johann Paul Loschy
Johann Paul Loschy
(1710? – 9. června 1798 Žatec) byl barokní stavitel a architekt, který působil hlavně na Žatecku.

## Život

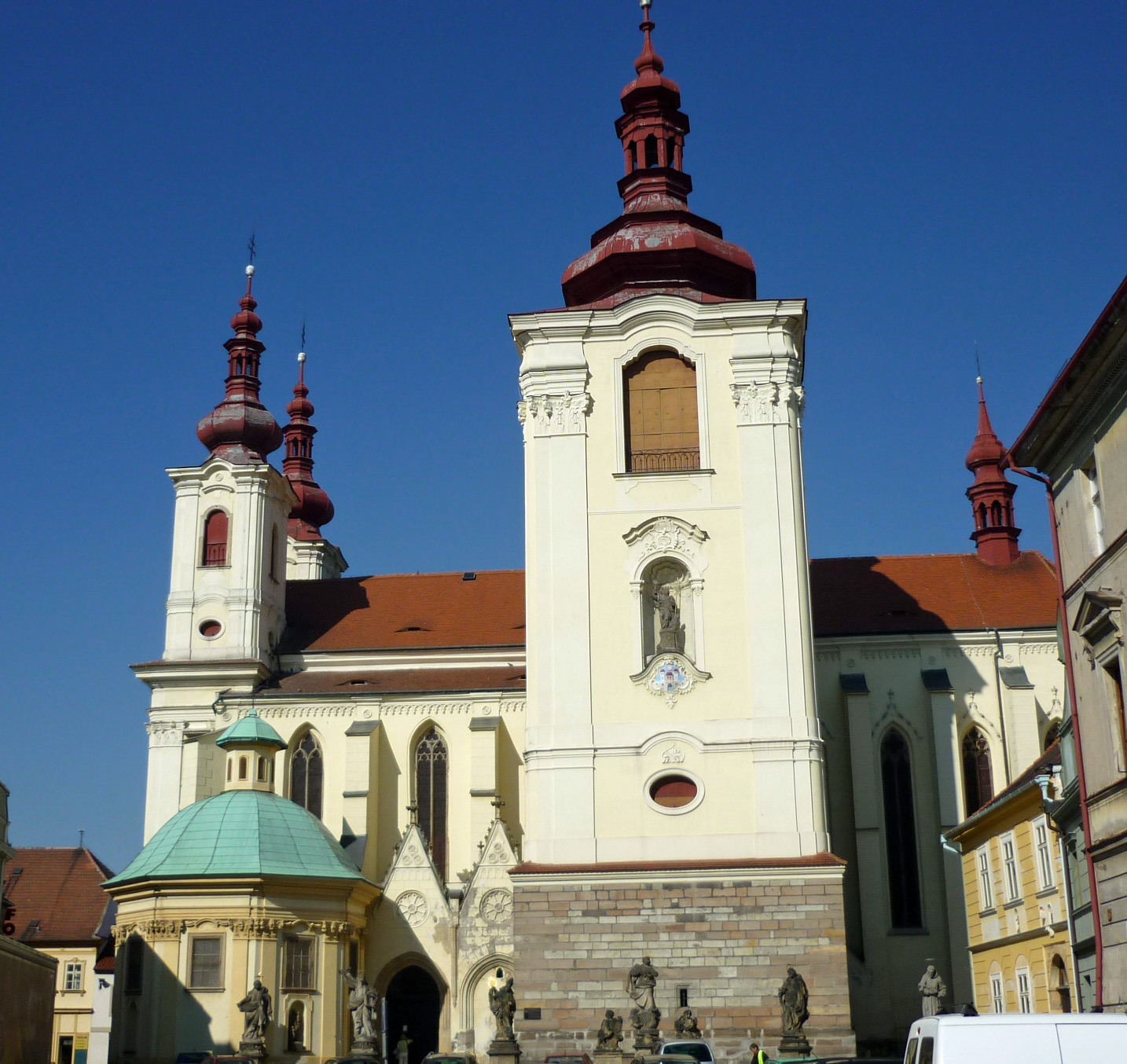
Zvonice kostela Nanebevzetí Panny Marie

Datum a místo Loschyho narození není známo. Matriční záznam o jeho úmrtí uvádí, že zemřel ve věku 88 let. V Žatci se nenarodil, v tamní matrice záznam o jeho narození není. Rodina Loschy se tudíž zřejmě do Žatce přistěhovala a získala zde měšťanství. V květnu 1739 se Loschy v Žatci oženil s Annou Zuzanou rozenou Večeříkovou, oba byli žateckými měšťany. Z manželství se narodily nejméně dvě děti: roku 1740 Jan Ignác Kastalus (Haštal) a v roce 1745 Anna Barbora Terezie. V roce svatby měl s manželkou koupit dům číslo popisné 92 na dnešním Žižkově náměstí. V matričním záznamu se jeho úmrtí klade do nedalekého domu čp. 83, což je torzo hospodářské budovy. Od té doby však došlo ve městech k několika přečíslování budov.

## Dílo
Nejvíce zakázek přinesly Loschymu dva požáry, které značně poškodily žatecké městské jádro: 1738 a 1767. Obzvláště první z nich, který vypukl krátce před Vánocemi v domě čp. 71 (dnes Hošťálkovo náměstí), byl zničující. Vyhořel při něm hlavní městský chrám – kostel Nanebevzetí Panny Marie –, děkanství, škola a okolo 25 domů. Trvalo několik dní, než se ho podařilo definitivně uhasit. Loschyho hlavním úkolem byla oprava kostela. Nejprve rekonstruoval jeho západní fasádu s dvouvěžím. Respektoval při tom podobu, kterou jí zřejmě v letech 1707–1710 vtiskla přestavba podle plánů schwarzenberského stavitele Pavla Ignáce Bayera. Podle zadání městské rady pak Loschy už v roce 1743 navrhl podobu nové zvonice u kostela, která nahradila původní dřevěnou, jež při požáru rovněž shořela. Stavba, při níž bylo zachováno gotické zděné přízemí, probíhala z finančních důvodů až v letech 1753–1755. Při druhém požáru roku 174341768 byla zvonice opět poškozena. Loschy ji proto musel v letech 1770–1773 znovu obnovovat.

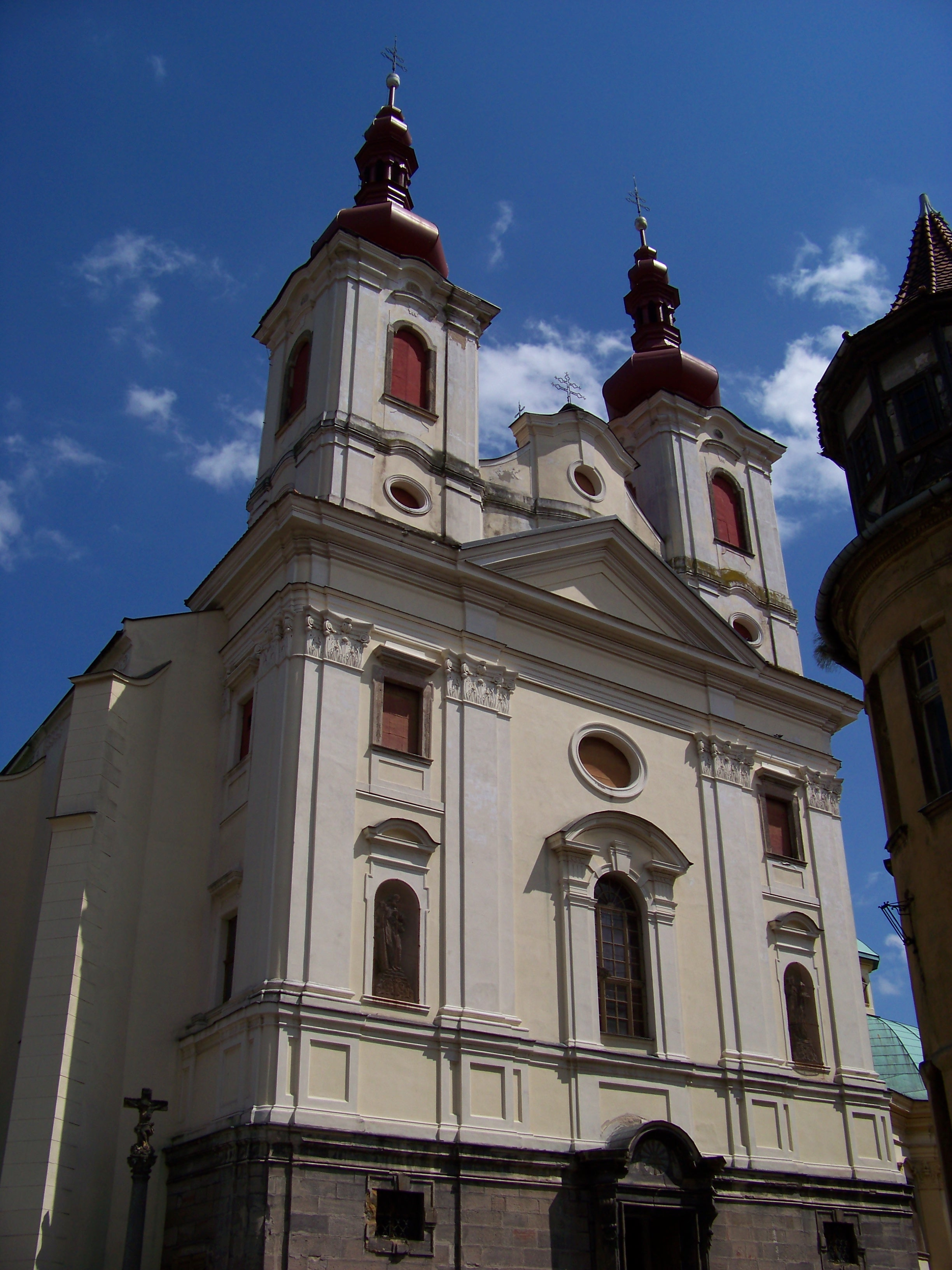
Západní průčelí kostela Nanebevzetí Panny Marie

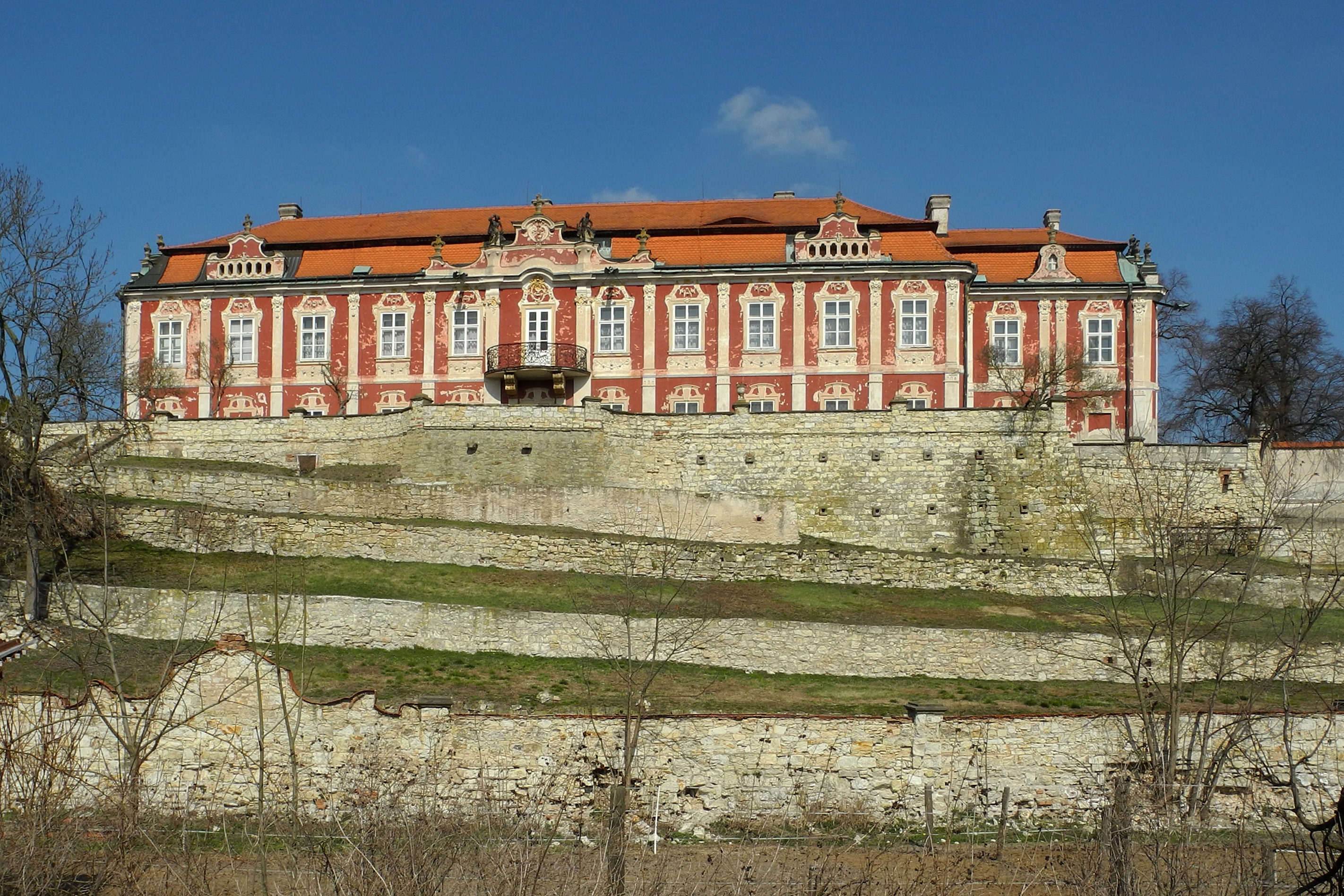
Zámek ve Stekníku

Po zmíněném požáru se podle architektových plánů rekonstruovala i radnice. Opět kvůli nedostatku financí se začalo až roku 1769. Významnou Loschyho prací byl projekt kasáren v místech bývalého pivovaru, uskutečněný v letech 1751–1752. Ve své době představovaly jednu z nejlepších staveb svého druhu. Mohly v nich být ubytovány dvě setniny, tj. 242 vojáků. Loschy je pravděpodobně architektem i některých žateckých měšťanských domů. Tvořil na přechodu od pozdního baroka k rokoku. Vliv dynamického baroka se u něj neprojevil. Na mnoha akcích spolupracoval Loschy s tesařem Franzem Rauschem.
Loschyho tvorba se neomezovala jen na Žatec. V oblasti církevní architektury vypracoval plány na opravy kostelů v Libořicích (1743),  Želči (1748) a již neexistujícího kostela sv. Vavřince v Měcholupech (1771). Zde navrhl i faru. Projektoval rovněž kapli sv. Anny v Čárce. Martin Šanda archivním výzkumem zjistil že Loschy je autorem projektu kostela sv. Prokopa v Blažimi.
Loschy také bývá spojován s výstavbou zámku v Libočanech, která proběhla v 60. letech 18. století. Písemnými prameny jsou doloženy jeho projekty zámecké kaple ve Stekníku z let 1760 a 1767. Pavel Vlček považuje za pravděpodobné, že je Loschy také autorem rokokové přestavby zámku.
V Žatci ovšem působilo více architektů s příjmením Loschy. Nejstarší z nich je Martin Thomas Loschy, podle jehož projektu byla v letech 1713–1715 postavena již neexistující loretánská kaple před bývalým pivovarem. Johann Wentzel Loschy předložil arcibiskupské konzistoři v roce 1763 rozpočet na opravu střechy a podlahy kostela v Liběšicích. A konečně Anton Loschy vyhotovil vyúčtování za opravy částečně vyhořelého děkanského kostela v Žatci. Podle něj se v letech 1772–1774 prostavělo přes 4000 zlatých. To znamená, že s Johannem Paulem Loschym na opravách kostela spolupracoval. Příbuzenské vazby mezi těmito staviteli a architekty dosud nejsou známé. 